# Камінець у небі
«Камінець у небі» (англ. Pebble in the Sky) — науково-фантастичний роман американського письменника Айзека Азімова, належить до циклу про Галактичну імперію. Існують також варіанти назв «Галька в небі», «Уламок Всесвіту», «Піщинка в небі».
Спочатку це було оповідання, 1947 року воно називалося «Grow Old With Me», 1949-го перероблено в роман. В передмові Азімов зазначив, що таке бачення майбутнього Землі йому навіяло ядерне бомбардування Хіросіми й Нагасакі.

## Зміст
827 рік Галактичної Ери, Галактика об'єднана під владою Галактичної імперії із столицею на планеті Трантор. Планета Земля на той час власне цілком забруднена радіацією та малопридатна для життя — унаслідок дій спейсерів з планети Аврора (роман «Роботи та Імперія»). Планета в такому стані може прогодувати лише 20 мільйонів людей, на Землі існує жорстка система розподілу ресурсів. Старших людей, які досягнули «Шістдесят» — шістдесяти років, позбавляють життя через їхню непрацездатність.
Ніхто у Всесвіті не пам'ятає про Землю як прабатьківщину людства, лише невелика кількість релігійних фанатиків, що керують планетою, та яких звуть «Радою Старійшин», вірить, що в давні часи Земля була єдиною планетою, населеною людьми. Проте, як сказав один із цих фанатиків, доктор Афрет Шект: «для іншої частини Галактики, якщо тільки вони хоч підозрюють про існування Землі, ми лише камінець у небі».
У цей час на Землю прилітає Бел Арвардан, археолог. Він збирається проводити дослідження історії планети, щоб довести свою теорію щодо Землі як прабатьківщини людства.
Одного ж сонячного дня 1949 року Джозеф Шварц, пенсіонер, колишній кравець, здійснював прогулянку по передмістю Чикаго. У цьому часі один науковець в інституті ядерної фізики необережно лишив на термічній печі необроблений уран, чим спричинив ядерну реакцію із викидом радіації. Цю надзвичайну пригоду помітив доктор Сміт, котрий проходив поруч, та скинув тигель із ураном з печі, зупинивши реакцію. Однак вчені помітили на протилежних стінах лабораторії два невеликі отвори, про які у звіті доктор Сміт нічого не зазначив.
Коли тоненький промінь вихопився із лабораторії, Джозеф Шварц саме здійснював черговий розмірений крок, та відчув раптову слабкість. Коли ж розплющив очі, Шварц виявив, що все навколо змінилося — не було будинків, замість асфальту росли дерева. Він перемістився на 50 000 років і опинився у місцевості званій Чіко. Подружжя фермерів, сприйнявши його за розумово відсталого, намовляє Шварца зголоситись бути піддослідним для експериментів доктора Шекта.
В ході операції у Шварца підвищилися розумові здібності і з'явилися телепатичні здібності. Йому доводиться переховуватись, оскільки люди вважають його одним із втікачів від «Шістдесят».
За двісті років існування Галактичної імперії населення Землі під гаслами про колишню велич тричі підіймало повстання, які були придушені. Планета має кілька великих радіоактивних зон, хоча причина їх виникнення тепер невідома.
Влада на планеті поділена між представниками Імперії: прокуратором, що командує військовими гарнізонами, та земною «Радою Старійшин», члени якої мріють про повернення влади землян над Імперією. Члени ради створюють смертельний вірус, який діє тільки на жителів інших планет, за допомогою якого вони хочуть поневолити решту Імперії і помститися за долю Землі.
Джозеф Шварц, доктор Шект з донькою та Бел Арварданом потрапляють до повстанців в полон і дізнаються про їхні плани, але за допомогою телепатії Шварца їм вдається знищити сховище вірусу в районі Сент-Луїса. Книга закінчується на оптимістичній ноті — Імперія планує відновити Землю, замінивши заражений ґрунт.